# Kościół w Eke
Kościół w Eke – świątynia należąca do diecezji Visby Kościoła Szwecji. Znajduje się w południowej części Gotlandii.

## Architektura
W miejscu obecnej świątyni wcześniej stał kościół klepkowy ozdobiony malowidłami w stylu bizantyjskim; jego pozostałości odnaleziono podczas prac w 1916 roku. Obecny kościół posiada romańską nawę i gotycką wieżę. Najstarszymi częściami widocznej dziś świątyni są nawa i prezbiterium, pochodzące z połowy XIII wieku. Około 1300 roku dobudowano nieproporcjonalnie masywną wieżę. Dopiero w XIX wieku wzniesiono zakrystię, powiększono również prawie wszystkie okna.
Wieża posiada gotycki portal, natomiast w nawie znajdują się portale romańskie, ozdobione naprzemiennie czerwonym wapieniem i szarozielonym piaskowcem.

## Wnętrze

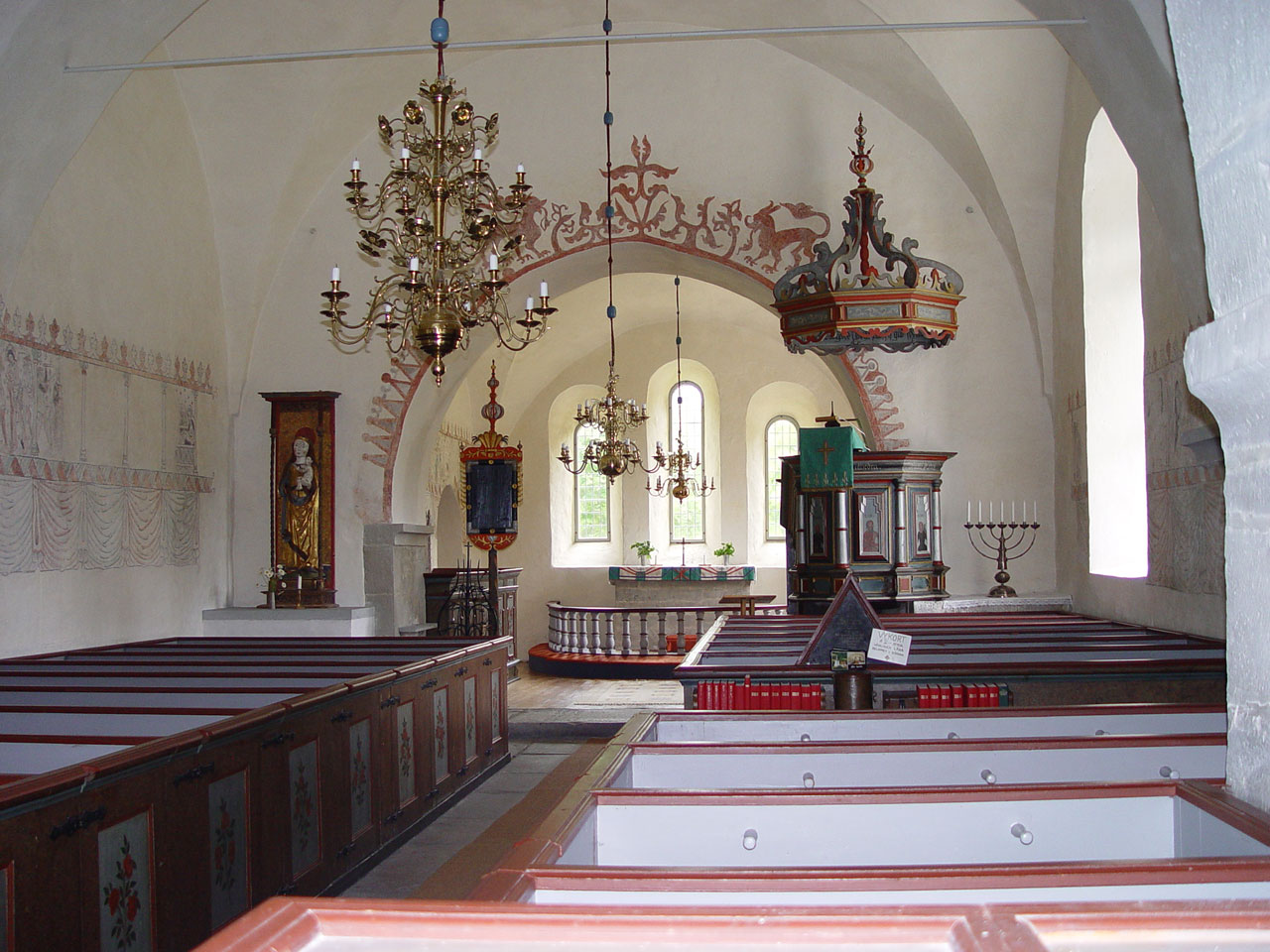
Wnętrze

Wnętrze kościoła jest bogato zdobione średniowiecznymi freskami. Najstarsze z nich pochodzą z XIII wieku, znajdują się w prezbiterium i przedstawiają mityczne zwierzęta, kształty geometryczne oraz motywy roślinne. Inna grupa fresków datowana jest na połowę XV wieku i przedstawia różne sceny biblijne, w tym mękę Chrystusa.
Spośród elementów wyposażenia świątyni na uwagę zasługuje romańska chrzcielnica z XII wieku autorstwa Sigrafa (z kilkoma przedstawieniami wydarzeń z dzieciństwa Jezusa) oraz drewniana figurka Maryi z około 1500 roku. Ambona i ławki pochodzą z XVIII wieku.
W XX wieku kościół dwukrotnie przechodził remonty: w 1916 roku oraz w latach 1969–1971.